# Moncel-lès-Lunéville
Moncel-lès-Lunéville és un municipi francès situat al departament de Meurthe i Mosel·la i a la regió del Gran Est. L'any 2007 tenia 458 habitants.

## Demografia

### Població
El 2007 la població de fet de Moncel-lès-Lunéville era de 458 persones. Hi havia 182 famílies, de les quals 36 eren unipersonals (20 homes vivint sols i 16 dones vivint soles), 71 parelles sense fills, 67 parelles amb fills i 8 famílies monoparentals amb fills.
La població ha evolucionat segons el següent gràfic:
Habitants censats

### Habitatges
El 2007 hi havia 190 habitatges, 177 eren l'habitatge principal de la família, 3 eren segones residències i 10 estaven desocupats. 157 eren cases i 34 eren apartaments. Dels 177 habitatges principals, 129 estaven ocupats pels seus propietaris, 45 estaven llogats i ocupats pels llogaters i 3 estaven cedits a títol gratuït; 1 tenia una cambra, 9 en tenien dues, 16 en tenien tres, 32 en tenien quatre i 120 en tenien cinc o més. 151 habitatges disposaven pel capbaix d'una plaça de pàrquing. A 69 habitatges hi havia un automòbil i a 94 n'hi havia dos o més.

### Piràmide de població
La piràmide de població per edats i sexe el 2009 era:
| Homes | Edats   | Dones |
| ----- | ------- | ----- |
| 0     | 95 o +  | 0     |
| 0     | 90 a 94 | 0     |
| 0     | 85 a 89 | 0     |
| 0     | 80 a 84 | 4     |
| 0     | 75 a 79 | 8     |
| 12    | 70 a 74 | 16    |
| 12    | 65 a 69 | 16    |
| 4     | 60 a 64 | 4     |
| 0     | 55 a 59 | 4     |
| 24    | 50 a 54 | 0     |
| 16    | 45 a 49 | 28    |
| 12    | 40 a 44 | 32    |
| 12    | 35 a 39 | 8     |
| 24    | 30 a 34 | 8     |
| 8     | 25 a 29 | 12    |
| 16    | 20 a 24 | 4     |
| 4     | 15 a 19 | 20    |
| 12    | 10 a 14 | 16    |
| 8     | 5 a 9   | 20    |
| 8     | 0 a 4   | 28    |

## Economia
El 2007 la població en edat de treballar era de 296 persones, 211 eren actives i 85 eren inactives. De les 211 persones actives 199 estaven ocupades (101 homes i 98 dones) i 12 estaven aturades (2 homes i 10 dones). De les 85 persones inactives 31 estaven jubilades, 30 estaven estudiant i 24 estaven classificades com a «altres inactius».

### Ingressos
El 2009 a Moncel-lès-Lunéville hi havia 180 unitats fiscals que integraven 452 persones, la mediana anual d'ingressos fiscals per persona era de 19.515 €.

### Activitats econòmiques
Dels 70 establiments que hi havia el 2007, 2 eren d'empreses extractives, 1 d'una empresa de fabricació d'elements pel transport, 6 d'empreses de fabricació d'altres productes industrials, 1 d'una empresa de construcció, 36 d'empreses de comerç i reparació d'automòbils, 2 d'empreses de transport, 4 d'empreses d'hostatgeria i restauració, 2 d'empreses financeres, 6 d'empreses immobiliàries, 4 d'empreses de serveis, 1 d'una entitat de l'administració pública i 5 d'empreses classificades com a «altres activitats de serveis».
Dels 13 establiments de servei als particulars que hi havia el 2009, 4 eren tallers de reparació d'automòbils i de material agrícola, 1 establiment de lloguer de cotxes, 1 electricista, 2 perruqueries, 3 restaurants, 1 tintoreria i 1 saló de bellesa.
Dels 17 establiments comercials que hi havia el 2009, 1 era, 1 un supermercat, 1 una fleca, 2 botigues de roba, 3 botigues d'equipament de la llar, 1 una botiga d'equipament de la llar, 2 botigues d'electrodomèstics, 1 una botiga d'electrodomèstics, 1 una botiga de mobles, 1 una botiga de material esportiu, 2 drogueries i 1 una joieria.
L'any 2000 a Moncel-lès-Lunéville hi havia 4 explotacions agrícoles.

## Equipaments sanitaris i escolars
El 2009 hi havia una escola elemental.

## Poblacions més properes
El següent diagrama mostra les poblacions més properes.